# Convento de San Agustín (Zaragoza)
El convento de San Agustín se encuentra en la ciudad de Zaragoza, en España.

## Historia
Se fundó por los agustinos en el siglo XIII. Hubo que vaciarlo con la Desamortización de Mendizábal y a partir del siglo XIX pasa a ser Intendencia Militar.
El edificio tuvo un papel primordial durante los Sitios de Zaragoza. Al encontrarse en primera línea, se empleó de baluarte y se situaron baterías en su perímetro. A pesar de la cerril defensa, las tropas francesas consiguieron abrir una brecha por la que penetraron las tropas. La lucha continuó en el interior del convento y de la iglesia, defendiéndose cada capilla y cada dependencia con un enorme coste de vidas humanas. La desesperación con la que se defendió el convento está plasmada en el cuadro Defensa del púlpito de la iglesia del convento de San Agustín (1809) de César Álvarez Dumont conservado en el Museo de Zaragoza.

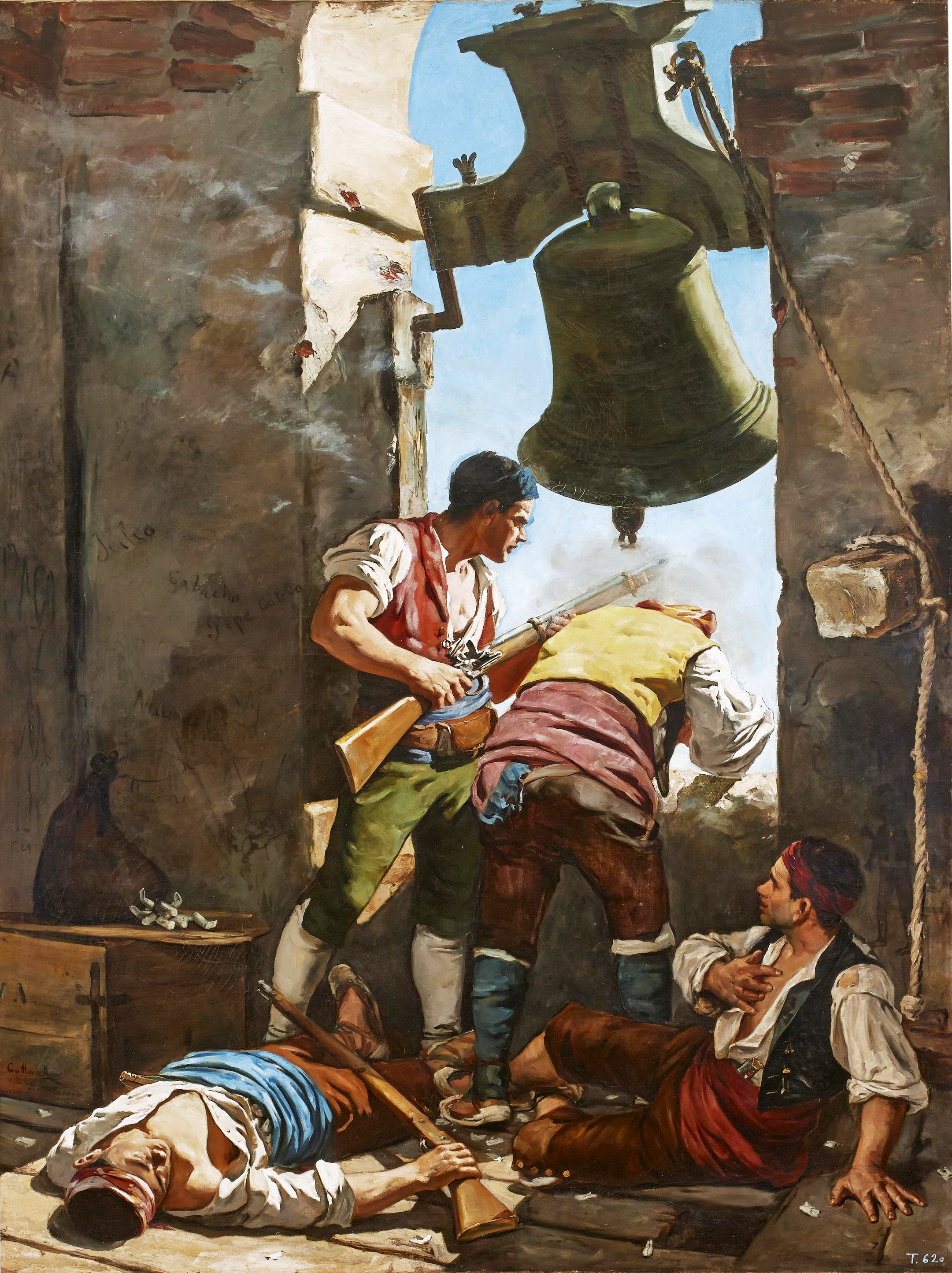
Defensa de la torre del convento de San Agustín, obra de César Álvarez Dumont, que muestra la defensa durante el sitio de Zaragoza.

Del edificio barroco sólo se conserva la fachada de la iglesia y una pared del convento, que han sido restauradas y forman dos lados de la plaza de San Agustín. En la actualidad forman parte de la biblioteca María Moliner y del Centro de Historia de Zaragoza